# Kane (Pennsylvania)
Kane è un comune (borough) degli Stati Uniti d'America, situato nello stato della Pennsylvania, nella contea di McKean.